# Bartieniewskij
Bartieniewskij (ros. Бартеневский) – osiedle typu wiejskiego w zachodniej Rosji, w sielsowiecie bolszeżyrowskim rejonu fatieżskiego w obwodzie kurskim.

## Geografia
Miejscowość położona jest nad Małają Kuricą (prawy dopływ rzeki Bolszaja Kurica w dorzeczu Sejmu), 6 km od centrum administracyjnego sielsowietu (Bolszoje Żyrowo), 17 km na południe od centrum administracyjnego rejonu (Fatież), 29 km na północny zachód od Kurska, 6 km od drogi magistralnej (federalnego znaczenia) M2 «Krym» (część trasy europejskiej E105).
W osiedlu znajduje się 40 posesji.
Klimat
Miejscowość, jak i cały rejon, znajduje się w strefie klimatu kontynentalnego z łagodnym ciepłym latem i równomiernie rozłożonymi opadami rocznymi (Dfb w klasyfikacji klimatów Köppena).

## Demografia
W 2010 r. osiedle zamieszkiwały 23 osoby.